# Роман Борванов
Роман Борванов (нар. 31 березня 1982) — колишній молдовський тенісист.
Найвищу одиночну позицію світового рейтингу — 200 місце досяг 24 жовтня 2011, парну — 182 місце — 6 січня 2014 року.
Здобув 3 парні титули.

## Фінали ATP Челленджер і ITF Ф'ючерс

### Одиночний розряд: 15 (9–6)
| Легенда              |
| -------------------- |
| ATP Челленджер (0–0) |
| ITF Ф'ючерс (9–6)    |

| Фінали за покриттям |
| ------------------- |
| Тверде (7–5)        |
| Ґрунт (2–1)         |
| Трава (0–0)         |
| Килим (0–0)         |

| Результат | В-П | Дата     | Турнір                            | Рівень  | Покриття | Суперник               | Рахунок       |
| --------- | --- | -------- | --------------------------------- | ------- | -------- | ---------------------- | ------------- |
| Поразка   | 0–1 | Жов 2005 | Мексика F15, Сьюдад Обрегон       | Ф'ючерс | Тверде   | Родрігу-Антоніу Гріллі | 1–6, 6–7(5–7) |
| Перемога  | 1–1 | Лют 2006 | Мексика F3, Мехіко                | Ф'ючерс | Тверде   | Рагім Есмаїл           | 7–5, 6–0      |
| Перемога  | 2–1 | Тра 2006 | Мексика F7, Гвадалахара (Мексика) | Ф'ючерс | Ґрунт    | Ласаро Наварро         | 7–5, 6–2      |
| Поразка   | 2–2 | Жов 2006 | Мексика F17, Сьюдад Обрегон       | Ф'ючерс | Тверде   | Мігель Гальярдо Вальєс | 5–7, 6–3, 5–7 |
| Перемога  | 3–2 | Лис 2006 | Мексика F20, Керетаро             | Ф'ючерс | Тверде   | Родрігу-Антоніу Гріллі | 7–6(7–4), 6–2 |
| Перемога  | 4–2 | Лют 2008 | Мексика F2, Наукальпан-де-Хуарес  | Ф'ючерс | Тверде   | Райлер Дегарт          | 7–5, 6–1      |
| Поразка   | 4–3 | Кві 2008 | Мексика F4, Кордова               | Ф'ючерс | Тверде   | Ніколас Монро          | 3–6, 3–6      |
| Поразка   | 4–4 | Лис 2009 | Мексика F15, Пуерто-Вальярта      | Ф'ючерс | Тверде   | Марсело Аревало        | 3–6, 3–6      |
| Перемога  | 5–4 | Лис 2010 | Мексика F8, Гвадалахара (Мексика) | Ф'ючерс | Ґрунт    | Сесар Рамірес          | 6–1, 6–4      |
| Перемога  | 6–4 | Лис 2010 | Мексика F9, Дуранго (штат)        | Ф'ючерс | Тверде   | Віктор Ромеро          | 6–3, 6–4      |
| Перемога  | 7–4 | Січ 2011 | Мексика F1, Мехіко                | Ф'ючерс | Тверде   | Мігель Гальярдо Вальєс | 4–6, 6–2, 6–4 |
| Поразка   | 7–5 | Чер 2011 | Мексика F5, Селая                 | Ф'ючерс | Тверде   | Мігель Гальярдо Вальєс | 3–6, 4–6      |
| Перемога  | 8–5 | Чер 2011 | Мексика F6, Пуебла (штат)         | Ф'ючерс | Тверде   | Марсель Фельдер        | 4–6, 7–5, 6–4 |
| Перемога  | 9–5 | Січ 2012 | Мексика F1, Монтеррей             | Ф'ючерс | Тверде   | Даніель Гарса          | 6–2, 6–3      |
| Поразка   | 9–6 | Чер 2012 | Румунія F3, Бакеу                 | Ф'ючерс | Ґрунт    | Раду Албот             | 5–7, 4–6      |

### Парний розряд: 17 (10–7)
| Легенда              |
| -------------------- |
| ATP Челленджер (3–1) |
| ITF Ф'ючерс (7–6)    |

| Фінали за покриттям |
| ------------------- |
| Тверде (5–6)        |
| Ґрунт (4–1)         |
| Трава (0–0)         |
| Килим (1–0)         |

| Результат | В-П  | Дата     | Турнір                          | Рівень     | Покриття | Партнер                | Суперники                                    | Рахунок               |
| --------- | ---- | -------- | ------------------------------- | ---------- | -------- | ---------------------- | -------------------------------------------- | --------------------- |
| Поразка   | 0–1  | Тра 2006 | Мексика F6, Селая               | Ф'ючерс    | Тверде   | Свен Свіннен           | Миха Грегорць Філіп Ґубенко                  | 3–6, 6–1, 5–7         |
| Перемога  | 1–1  | Бер 2007 | Швейцарія F3, Вілен (Тургау)    | Ф'ючерс    | Килим    | Дастін Браун           | Патрік Айхенберґер Ділан Сессаґесімі         | 6–0, 6–7(9–11), 6–3   |
| Перемога  | 2–1  | Вер 2007 | Франція F14, Плезір             | Ф'ючерс    | Тверде   | Клеман Ре              | Жонатан Ейссерік Джером Інзерільйо           | 5–7, 7–6(7–5), [10–7] |
| Перемога  | 3–1  | Вер 2008 | Лаббок, США                     | Челленджер | Тверде   | Артем Сітак            | Олександр Богомолов Душан Вемич              | 6–2, 6–3              |
| Поразка   | 3–2  | Лис 2009 | Мексика F15, Пуерто-Вальярта    | Ф'ючерс    | Тверде   | Німа Рошан             | Хав'єр Еррера-Егілус Сесар Рамірес           | 3–6, 4–6              |
| Перемога  | 4–2  | Лис 2010 | Мексика F9, Дуранго (штат)      | Ф'ючерс    | Тверде   | Віктор Ромеро          | Мацек Сикут Деніс Живковіч                   | 6–3, 6–4              |
| Перемога  | 5–2  | Січ 2011 | США F1, Плантейшен              | Ф'ючерс    | Ґрунт    | Деніс Живковіч         | Денієл Сметгерст Александер Ворд             | 6–4, 6–4              |
| Поразка   | 5–3  | Січ 2012 | Мексика F1, Монтеррей           | Ф'ючерс    | Тверде   | Крістофер Діас Фігероа | Остін Крайчек Девін Бріттон                  | 2–6, 3–6              |
| Поразка   | 5–4  | Лют 2013 | Мексика F3, Мехіко              | Ф'ючерс    | Тверде   | Адам Ель Мідаві        | Ніколас Баррієнтос Крістофер Діас Фігероа    | 5–7, 6–7(6–8)         |
| Перемога  | 6–4  | Лют 2013 | Мексика F4, Tehuacan            | Ф'ючерс    | Тверде   | Крістофер Діас Фігероа | Мігель Ангел Реєс-Варела Алан Нуньєс Агілера | 7–6(7–2), 6–2         |
| Поразка   | 6–5  | Тра 2013 | Гватемала F1, Гватемала (місто) | Ф'ючерс    | Тверде   | Вагід Мірзаде          | Марсело Аревало Крістофер Діас Фігероа       | 2–6, 6–7(0–7)         |
| Перемога  | 7–5  | Чер 2013 | США F15, Індіан-Гарбор-Біч      | Ф'ючерс    | Ґрунт    | Мілан Покраяц          | Марсело Аревало Роберто Майтін               | 7–6(7–4), 6–3         |
| Перемога  | 8–5  | Лип 2013 | Канада F3, Келоуна              | Ф'ючерс    | Тверде   | Мілан Покраяц          | Кайл Мак-Морров Ніколас Мейстер              | 6–4, 7–5              |
| Поразка   | 8–6  | Лип 2013 | Канада F4, Саскатун             | Ф'ючерс    | Тверде   | Мілан Покраяц          | Остін Крайчек Тенніс Сендгрен                | 4–6, 6–2, [6–10]      |
| Перемога  | 9–6  | Лип 2013 | Медельїн, Колумбія              | Челленджер | Ґрунт    | Еміліо Гомес           | Ніколас Баррієнтос Едуардо Струвай           | 6–3, 7–6(7–4)         |
| Перемога  | 10–6 | Жов 2013 | Сан-Паулу, Бразилія             | Челленджер | Ґрунт    | Артем Сітак            | Серхіо Гальдос Гідо Пелья                    | 6–4, 7–6(7–3)         |
| Поразка   | 10–7 | Лис 2013 | Гуаякіль, Еквадор               | Челленджер | Ґрунт    | Александер Сачко       | Стефан Франсен Веслі Колгоф                  | 6–1, 2–6, [5–10]      |